# Мысленицкий повет
Мысленицкий повят (пол. Powiat myślenicki) — повят (район) в Польше, входит как административная единица в Малопольское воеводство. Центр повята — город Мысленице. Занимает площадь 673,3 км². Население — 116 484 человека (на 31 декабря 2005 год).
Состав повята:
- города: Добчице, Мысленице, Сулковице
- городско-сельские гмины: Гмина Добчице, Гмина Мысленице, Гмина Сулковице
- сельские гмины: Гмина Любень, Гмина Пцим, Гмина Рацеховице, Гмина Сеправ, Гмина Токарня, Гмина Виснёва

## Демография
Население повята дано на 2005 год.
| Перепись            | Всего   | Всего | Женщины | Женщины | Мужчины | Мужчины |
| ------------------- | ------- | ----- | ------- | ------- | ------- | ------- |
|                     | чел.    | %     | чел.    | %       | чел.    | %       |
| Всего               | 116 077 | 100   | 58 399  | 50,3    | 57 678  | 49,7    |
| Городское население | 30 479  | 100   | 15 677  | 51,4    | 14 802  | 48,6    |
| Сельское население  | 85 598  | 100   | 42 722  | 49,9    | 42 876  | 50,1    |